# Wacko
Wacko est un jeu vidéo d'action de type shoot them up sorti sur borne d'arcade en 1982 (durant la période appelée « âge d'or des jeux d'arcade »). Il a été développé et édité par Bally Midway. Il est lié à une borne d'arcade de conception unique mêlant trackball et joysticks.

## Portages
Wacko est inclus dans la compilation Midway Arcade Treasures 2 sortie sur GameCube, PlayStation 2 et Xbox, ainsi que dans la compilation Midway Arcade Treasures Deluxe Edition sortie sur PC.

## Record
Selon le site Twin Galaxies, le record du monde date du 31 mars 1983 et est détenu par Steve Harris de Gladstone dans le Missouri avec un total de 1 608 100 points. Steve Harris est le fondateur du magazine Electronic Gaming Monthly.